# آگویدو
آگویدو (به لاتین: Aegviidu) یک شهرک در استونی است که در شهرستان هاریو واقع شده‌است. آگویدو ۱۱٫۹۷ کیلومتر مربع مساحت و ۷۰۶ نفر جمعیت دارد.